# Txàixkina
Txàixkina (en rus: Чашкина) és un poble del krai de Perm, a Rússia, que pertany al districte rural de Solikamski. El 2010 tenia 23 habitants.